# Carrhotus sannio
Carrhotus sannio es una especie de araña saltarina del género Carrhotus, de la familia Salticidae, orden Araneae. Fue descrita por Thorell en 1877.
Se distribuye por Reunión, China, Nepal, India hasta Vietnam e Indonesia (Célebes). Fue publicada en Studi sui Ragni Malesi e Papuani. I. Ragni di Selebes raccolti nel 1874 dal Dott. O. Beccari. Annali Del Museo Civico Di Storia Naturale Di Genova 10: 341-, 637.